# Арко ауф Валлей, Антон фон
А́нтон фон А́рко ауф Ва́ллей (нем. Anton Graf von Arco auf Valley; 1897—1945) — немецкий монархист, совершивший в 1919 году убийство социалистического премьер-министра Баварии Курта Эйснера. Убийство привело к массовым беспорядкам и имело значительные политические последствия, в числе которых — образование недолговечной Баварской Советской Республики.
Из аристократической семьи, граф. Мотивировал убийство Эйснера тем, что тот «большевик» и еврей (Арко был антисемитом, хотя в его роду по материнской линии были евреи). Во время покушения убийца был ранен телохранителями, но ему сделали операцию и спасли жизнь. Был приговорён судом к смертной казни, которая затем была заменена пожизненным заключением. В подготовке затем отменённого побега графа принимал участие впоследствии ставший известным нацистом Генрих Гиммлер. В 1924 освобождён (сразу после этого в ту же камеру посадили Адольфа Гитлера), в 1927 прощён окончательно. Погиб в результате автокатастрофы: его автомобиль столкнулся с едущей навстречу американской машиной.